# Бенин, Андрей Александрович
Андре́й Алекса́ндрович Бе́нин (25 августа 1960, Ленинград — 29 апреля 2022, Санкт-Петербург) — российский хозяйственный и политический деятель, депутат Государственной думы четвёртого созыва

## Биография
Окончил Калужский государственный педагогический институт им. К. Э. Циолковского в 1993 году (преподавателем физики и математики), Санкт-Петербургскую государственную лесотехническую академию им. С. М. Кирова в 2002 году (экономист-менеджер).
В 1980-е годы был секретарем Октябрьского районного комитета ВЛКСМ Ленинграда.
В 1994 году занял пост директора представительства АО Новокуйбышевский нефтеперерабатывающий завод по Северо-Западному региону.
Генеральный директор лесопромышленного концерна «Лемо» (Ленинградская область).
Исполнительный директор НП «Конфедерация ЛПК Северо-Запада».
Заместитель руководителя Федерального агентства лесного хозяйства (Рослесхоз).
В 2010—2012 годах — генеральный директор АО «Кареллеспром».
Научная деятельность (2001—2003)
Кандидат технических наук (2001, тема диссертации: Организация производственных комплексов по использованию твердых горючих низкокалорийных отходов добывающих отраслей в Ленинградской области).
Доктор технических наук (2003, тема диссертации: Рациональное использование ресурсов на основе производственных комплексов по переработке твердых горючих отходов добывающих отраслей Северо-Западного региона).
Почётный доктор Петербургской лесотехнической академии (2003).

### Депутат Госдумы (2003—2007)
Депутат Государственной Думы Федерального Собрания РФ четвёртого созыва (2003—2007), был членом фракции «Единая Россия», членом Комитета по природным ресурсам и природопользованию. На выборах получил 17 % голосов.

### Уголовное дело (2012—2015)
В марте 2012 года генеральный директор АО «Кареллеспром» Андрей Бенин и глава Пудожского района Карелии Сергей Титков были арестованы. Титков обвинялся в получении взятки в особо крупном размере (2 млн руб.), сопряженной с вымогательством, а Бенин — в пособничестве при получении этой взятки. Объём уголовного дела составил 22 тома, около 5 тысяч листов. Бенина защищали три адвоката.
7 мая 2015 года Бенин получил 5 лет лишения свободы с отбыванием в колонии строгого режима со штрафом в размере 140 миллионов рублей (ч. 5 ст. 33, ч. 6 ст. 290 УК РФ). В июле 2015 Верховный суд Республики Карелия заменил Бенину наказание в виде реального лишения свободы сроком 5 лет на условное лишение свободы на тот же срок и испытательным сроком 3 года, а сумму штрафа снизил до 5 млн рублей.

### Смерть
Скоропостижно скончался на беговой дорожке в спортзале в конце 2022 года. Приехавшая по вызову «скорая» только констатировала его смерть. Сообщил об этом журналистам его близкий друг бывший губернатор Карелии Андрей Нелидов в марте 2023 года.